# Zweden op het Eurovisiesongfestival 2016
Zweden nam deel aan het Eurovisiesongfestival 2016, dat gehouden werd in eigen land, in hoofdstad Stockholm. Het was de 56ste deelname van het land op het Eurovisiesongfestival. SVT was verantwoordelijk voor de Zweedse bijdrage voor de editie van 2016.

## Selectieprocedure

### Format
De Zweedse bijdrage voor het Eurovisiesongfestival 2016 werd naar jaarlijkse traditie gekozen via Melodifestivalen, dat aan zijn 55ste editie toe was. Enkel de eerste Zweedse bijdrage voor het festival, in 1958, werd niet via de liedjeswedstrijd verkozen. Sveriges Television wijzigde het format niet in vergelijking met vorig jaar. 28 nummers werden vertolkt in de vier halve finales. Het publiek kon per halve finale via televoting twee liedjes doorsturen naar de finale. Na een eerste stemronde gingen de vijf met de meeste stemmen door naar de tweede stemronde zonder daarbij hun stemmen uit die ronde te verliezen. Na de tweede stemronde vloog de nummer 5 eruit; de nummers 3 en 4 gingen naar de tweedekansronde en de nummers 1 en 2 stootten rechtstreeks door naar de finale. In de tweedekansronde namen de acht kandidaten het tegen elkaar op in duels, tot er nog vier artiesten overbleven. Deze vier mochten ook door naar de finale. In de finale werden de internationale vakjury's geïntroduceerd, die 50 % van de stemmen bepaalden. De rest werd bepaald door het publiek.
Geïnteresseerden kregen van 1 tot 16 september 2015 de tijd om een nummer in te zenden. Sveriges Television ontving in totaal 2.450 nummers, oftewel 273 meer dan een jaar eerder. Dertien artiesten werden uit deze open selectieprocedure geselecteerd, aangevuld met veertien artiesten die op uitnodiging deelnamen, en de winnaar van Svensktoppen Nästa, zijnde Smilo.

### Presentatoren en locaties
Op 30 november 2015 werden de deelnemende acts bekendgemaakt. Reeds op 17 november werd duidelijk dat de presentatie van Melodifestivalen 2016 werd toevertrouwd aan Gina Dirawi. Zij zou in elke show bijgestaan worden door een andere presentator of presentatrice. Tijdens de eerste halve finale (in Göteborg) ging het om Petra Mede (ook presentatrice van het Eurovisiesongfestival 2016), tijdens de tweede halve finale (in Malmö) om Charlotte Perrelli (winnares van het Eurovisiesongfestival 1999), tijdens de derde halve finale (in Norrköping) om Henrik Schyffert, tijdens de vierde halve finale (in Gävle) om Sarah Dawn Finer, tijdens de tweedekansronde (in Halmstad) om Peter Jöback en tijdens de grote finale (in Stockholm) om William Spetz.
Het was de vijftiende editie van Melodifestivalen sinds er geopteerd werd voor een nationale preselectie die over meerdere halve finales, een tweedekansronde en een grote finale loopt. Zoals steeds werd elke show in een andere stad georganiseerd. De finale werd traditiegetrouw gehouden in hoofdstad Stockholm, en voor de vierde keer op rij was de locatie de Friends Arena, een voetbalstadion dat tijdens de finale plaats bood aan maar liefst 27.000 toeschouwers. Hiermee was de finale van Melodifestivalen voor het vierde jaar op rij de grootste nationale finale, en ook weer groter dan het eigenlijke Eurovisiesongfestival, dat gehouden werd in de Ericsson Globe.
In de week voorafgaand aan de eerste halve finale werd Anna Book gediskwalificeerd, aangezien ze met haar nummer Himmel för två reeds in 2014 had proberen deel te nemen aan de Moldavische preselectie, zij het onder de Engelse titel Taking care of a broken heart. Uiteindelijk werd Melodifestivalen 2016 gewonnen door Frans, met het nummer If I were sorry. Op zeventienjarige leeftijd werd hij de tweede jongste winnaar ooit, na Carola in 1983.

### Schema
| Datum            | Stad       | Plaats               | Ronde               |
| ---------------- | ---------- | -------------------- | ------------------- |
| 6 februari 2016  | Göteborg   | Scandinavium         | Eerste halve finale |
| 13 februari 2016 | Malmö      | Malmö Arena          | Tweede halve finale |
| 20 februari 2016 | Norrköping | Himmelstalundshallen | Derde halve finale  |
| 27 februari 2016 | Gävle      | Gavlerinken Arena    | Vierde halve finale |
| 5 maart 2016     | Halmstad   | Halmstad Arena       | Tweedekansronde     |
| 12 maart 2016    | Stockholm  | Friends Arena        | Finale              |

## Melodifestivalen 2016

### Eerste halve finale
6 februari 2016
| Plaats | Artiest            | Lied                | Ronde 1 | Ronde 2 | Totaal  |
| ------ | ------------------ | ------------------- | ------- | ------- | ------- |
| 1      | Robin Bengtsson    | Constellation prize | 836.672 | 112.863 | 949.535 |
| 2      | Ace Wilder         | Don't worry         | 772.879 | 99.797  | 872.676 |
| 3      | Samir & Viktor     | Bada nakna          | 752.944 | 77.908  | 830.852 |
| 4      | Albin & Mattias    | Rik                 | 725.693 | 61.166  | 786.859 |
| 5      | Mimi Werner        | Ain't no good       | 617.265 | 67.180  | 684.445 |
| 6      | Pernilla Andersson | Mitt guld           | 258.740 | -       | 258.740 |

### Tweede halve finale
13 februari 2016
| Plaats | Artiest                 | Lied                  | Ronde 1 | Ronde 2 | Totaal  |
| ------ | ----------------------- | --------------------- | ------- | ------- | ------- |
| 1      | Wiktoria                | Save me               | 832.355 | 91.648  | 924.003 |
| 2      | David Lindgren          | We are your tomorrow  | 807.520 | 64.752  | 872.272 |
| 3      | Isa                     | I will wait           | 786.203 | 63.939  | 849.596 |
| 4      | Molly Pettersson Hammar | Hunger                | 657.452 | 46.011  | 703.463 |
| 5      | Krista Siegfrids        | Faller                | 452.301 | 36.341  | 486.642 |
| 6      | Victor och Natten       | 100%                  | 427.891 | -       | 427.891 |
| 7      | Patrik, Tommy & Uno     | Håll mitt hjärta hårt | 371.290 | -       | 371.290 |

### Derde halve finale
20 februari 2016
| Plaats | Artiest                       | Lied                   | Ronde 1 | Ronde 2 | Totaal  |
| ------ | ----------------------------- | ---------------------- | ------- | ------- | ------- |
| 1      | Lisa Ajax                     | My heart wants me dead | 880.118 | 68.760  | 948.878 |
| 2      | Oscar Zia                     | Human                  | 791.989 | 78.463  | 870.452 |
| 3      | Boris René                    | Put your love on me    | 598.521 | 57.891  | 656.412 |
| 4      | SaRaha                        | Kizunguzungu           | 506.273 | 66.361  | 572.634 |
| 5      | Smilo                         | Weight of the world    | 524.216 | 37.007  | 561.223 |
| 6      | Swingfly feat. Helena Gutarra | You carved your name   | 411.040 | -       | 411.040 |
| 7      | After Dark                    | Kom ut som en stjärna  | 355.959 | -       | 355.959 |

### Vierde halve finale
27 februari 2016
| Plaats | Artiest          | Lied                | Ronde 1 | Ronde 2 | Totaal    |
| ------ | ---------------- | ------------------- | ------- | ------- | --------- |
| 1      | Frans            | If I were sorry     | 870.725 | 147.443 | 1.018.168 |
| 2      | Molly Sandén     | Youniverse          | 852.284 | 85.091  | 937.375   |
| 3      | Panetoz          | Håll om mig hårt    | 766.466 | 67.694  | 834.160   |
| 4      | Dolly Style      | Rollercoaster       | 563.559 | 33.537  | 597.096   |
| 5      | Eclipse          | Runaways            | 462.162 | 54.294  | 516.456   |
| 6      | Martin Stenmarck | Du tar mig tillbaks | 345.313 | -       | 345.313   |
| 7      | Linda Bengtzing  | Killer girl         | 330.615 | -       | 330.615   |

### Tweedekansronde
5 maart 2016
| Duel | Artiest                 | Lied                | Stemmen |
| ---- | ----------------------- | ------------------- | ------- |
| 1    | Panetoz                 | Håll om mig hårt    | 965.823 |
| 1    | Molly Pettersson Hammar | Hunger              | 503.953 |
|      |                         |                     |         |
| 2    | Albin & Mattias         | Rik                 | 735.852 |
| 2    | Boris René              | Put your love on me | 836.686 |
|      |                         |                     |         |
| 3    | Isa                     | I will wait         | 763.862 |
| 3    | SaRaha                  | Kizunguzungu        | 775.093 |
|      |                         |                     |         |
| 4    | Dolly Style             | Rollercoaster       | 571.216 |
| 4    | Samir & Viktor          | Bada nakna          | 907.432 |

### Finale
12 maart 2016
| Plaats | Artiest         | Lied                   | Jury | Publiek | Totaal |
| ------ | --------------- | ---------------------- | ---- | ------- | ------ |
| 1      | Frans           | If I were sorry        | 88   | 68      | 156    |
| 2      | Oscar Zia       | Human                  | 89   | 43      | 132    |
| 3      | Ace Wilder      | Don't worry            | 83   | 35      | 118    |
| 4      | Wiktoria        | Save me                | 69   | 45      | 114    |
| 5      | Robin Bengtsson | Constellation prize    | 40   | 43      | 83     |
| 6      | Molly Sandén    | Youniverse             | 39   | 37      | 76     |
| 7      | Lisa Ajax       | My heart wants me dead | 23   | 33      | 56     |
| 8      | Panetoz         | Håll om mig hårt       | 14   | 39      | 53     |
| 9      | SaRaha          | Kizunguzungu           | 11   | 36      | 47     |
| 10     | Boris René      | Put your love on me    | 6    | 35      | 41     |
| 11     | David Lindgren  | We are your tomorrow   | 11   | 28      | 39     |
| 12     | Samir & Viktor  | Bada nakna             | 0    | 31      | 31     |

## In Stockholm

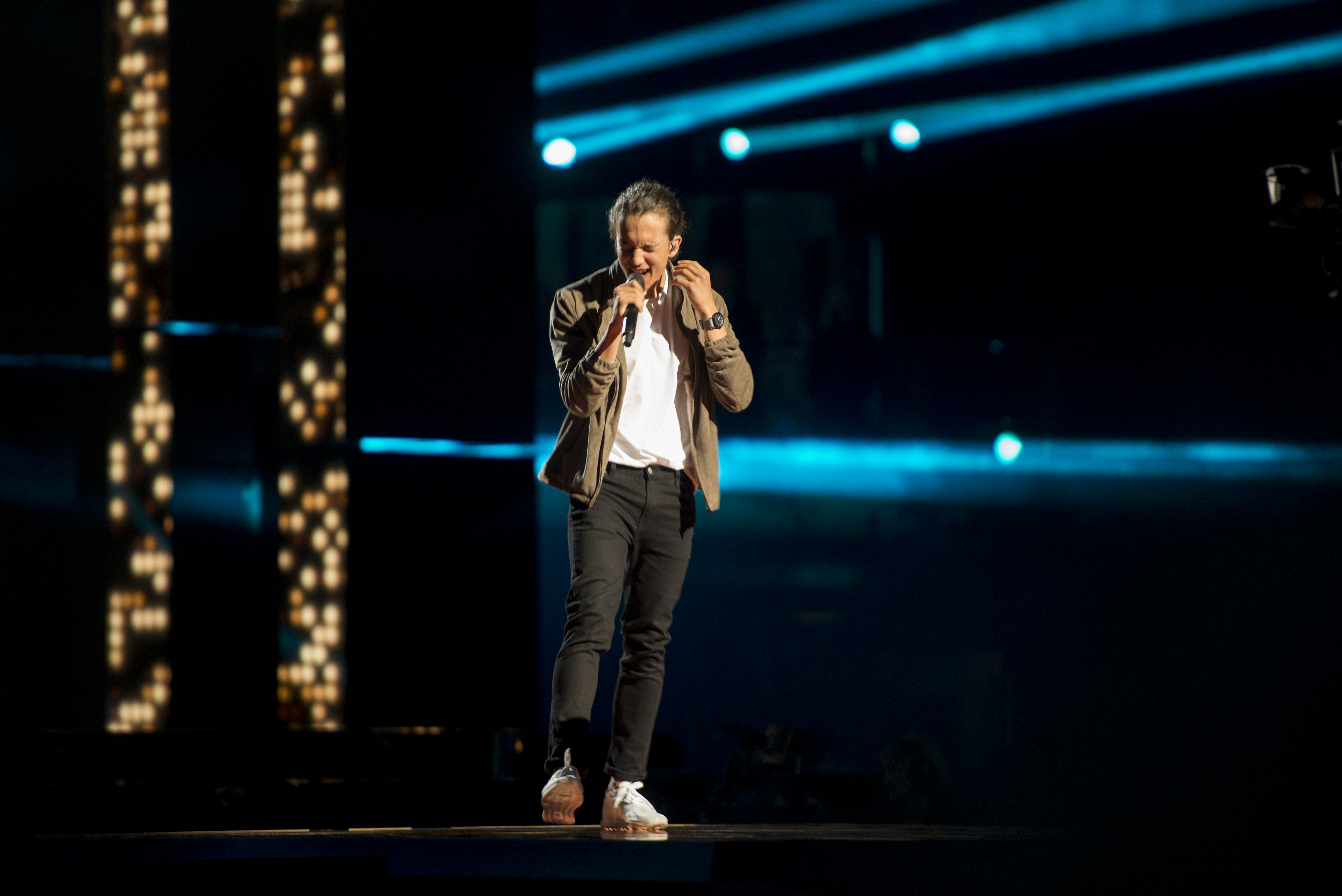
Frans tijdens de repetities in Stockholm.

Als gastland hoefde Zweden niet deel te nemen aan de halve finales, en mocht het automatisch door naar de finale, op zaterdag 14 mei 2016. In de finale trad Zweden als negende van de 26 acts aan en eindigde er als vijfde.